# Arthroleptis brevipes
Arthroleptis brevipes es una especie de anfibios anuro de la familia Arthroleptidae.
Es endémica de Togo y, posiblemente, en Ghana.
Sus hábitats naturales son bosques tropicales o subtropicales secos y a baja altitud y zonas antiguamente boscosas ahora degradadas.